# 许幻园

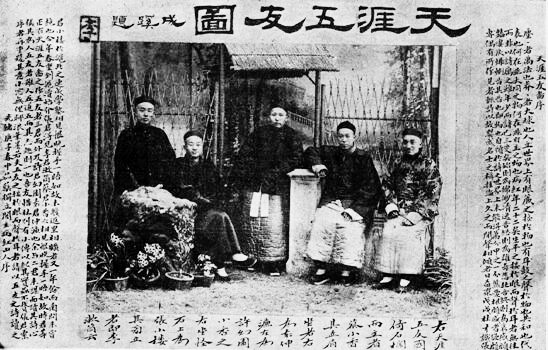
天涯五友图（左起：李叔同、張小廔、蔡小香、袁希濂、许幻园）

许幻园（1878年—1929年），名鑅、字幻园，以字行。别号幻园居士，别称许仙、卅六鸳鸯生，又自号天籁阁主，江苏松江（今属上海）人，清末民初文人。

## 生平
许幻园早年曾与邹弢一同受业于王韬门下。1897年，他在沪城之南建了自己的寓所，名为“城南草堂”。许幻园是当时沪上诗文界领袖人物之一，经常在草堂组织文人聚会，并建立了“城南文社”。李叔同初到上海时，许幻园僻出草堂一隅邀请李叔同一家居住。许、李还与張小廔、袁希濂、蔡小香五人一同在城南草堂结义金兰，以文会友，号称“天涯五友”。许幻园后来家道中落，赴北京谋生。临行之前，李叔同有感而发，写下一首《送别》以表离别之情。这首歌後来成为了无数人传唱的经典之作。
1926年，许幻园与已出家的李叔同（弘一法师）在上海重逢。次年，李叔同北上探亲之时再度途经上海、入住丰子恺家中，许幻园与張小廔、袁希濂一同前往探访，“天涯五友”除已过世的蔡小香外得以重聚。此后许幻园亦皈依佛教成为居士。1929年，许幻园在大王庙逝世。

## 家庭
许幻园原配宋贞（字梦仙）是清代才女，能诗擅画，亦受业于王韬之门，1902年时英年早逝。许幻园后又娶苏琴为妻，两人育有一子一女。儿子许李明后来成为了话剧、电影演员，其艺名“李明”便是为纪念父亲的好友李叔同。许李明娶魔术师邓凤鸣为妻，两人的儿子邓化鸣是一名综艺导演。